# Thereva fuscinervis
Thereva fuscinervis är en tvåvingeart som beskrevs av Zetterstedt 1838. Thereva fuscinervis ingår i släktet Thereva och familjen stilettflugor. Arten är reproducerande i Sverige. Inga underarter finns listade i Catalogue of Life.